# Milly-Lamartine
Milly-Lamartine é uma comuna francesa na região administrativa de Borgonha-Franco-Condado, no departamento Saône-et-Loire. Estende-se por uma área de 2,87 km². Em 2010 a comuna tinha 329 habitantes (densidade: 114,6 hab./km²).